# Riccardo Fogli
Riccardo Fogli (Pontedera, 21 oktober 1947) is een Italiaanse zanger.
Van 1966 tot 1973 (opnieuw sinds 2015) zong hij in de groep Pooh. De bekendste liedjes die hij zong waren Piccola Katy, In Silenzio, E Dopo Questa Notte, Pensiero, Alessandra, Nascerò Con Te, Quando Una Lei Va Via.
Hij verliet de groep voor een solocarrière. In het begin was zijn succes niet zo groot maar verbeterde na een tijdje. Hij won het San Remo Festival in 1982 met Storie di tutti i giorni, dat in België en Nederland beter bekend is als Dromen zijn bedrog van Marco Borsato. Een jaar later vertegenwoordigde hij Italië op het Eurovisiesongfestival in München met Per Lucia, dat 11de werd.
Hij bracht nog vele cd's uit en deed nog verschillende malen mee aan het San Remo Festival.

## Discografie

### Album
- Ciao amore, come stai (1973)
- Riccardo Fogli (1976)
- Il sole, l’aria, la luce, il cielo (1977)
- Io ti porto via (1978)
- Che ne sai (1979)
- Alla fine di un lavoro (1980)
- Campione (1981)
- Collezione (raccolta) (1982)
- Compagnia (1982)
- Il primo Riccardo Fogli (raccolta) (1982)
- Torna a sorridere (1984)
- 1985 (1985)
- Le infinite vie del cuore (1987)
- Storie di tutti i giorni (raccolta) (1987)
- Amore di guerra (1988)
- Non finisce così (1989)
- Sentirsi uniti (1990)
- A metà del viaggio (1991)
- Canzoni d’amore (raccolta) (1991)
- Teatrino meccanico (1992)
- Mondo (raccolta) (1992)
- Nella fossa dei leoni (1994)
- Fogli su Fogli (live) (1995)
- Romanzo (1996)
- Greatest Hits (1997)
- Ballando (1998)
- Matteo (1999)
- Il mondo di Riccardo Fogli (raccolta)  (1999)
- Storie di tutti i giorni (live) (2003)
- Il Vincitore - Musicfarm (2004)
- Ci saranno giorni migliori (2005)

### Singles
- La Prima Notte Senza Lei \ Due Regali (1973)
- Strana donna \ La Prima Note Senza Lei (1973)
- Complici \ Strana Donna (1974)
- Amico Sei Un Gigante \ Una Volta Di Più (1974)
- Guardami \ Gente Per Bene (1975)
- Mondo \ Finito (1976)
- Ti Voglio Dire \ Viaggio (1976)
- Stella \ Anna Ti Ricordi (1977)
- Ricordati \ Paola (1977)
- Io Ti Porto Via \ Si Alza Grande nel Sole, La Mia Voglia di Te (1978)
- Che ne sai \ Come Una Volta (1979)
- Pace \ Che Amore Vuoi Che Sia (1979)
- Ti Amo Però \ E’ L’Amore (1980)
- Scene da un Amore \ Angelina (1980)
- Malinconia \ La Strada (1981)
- Fatti tuoi \ La polveriera (1980)
- Storie Di Tutti I Giorni \ L’Amore Che Verrà (geschreven samen met M.Fabrizio&G.Morra 1982)
- Compagnia \ Piccoli Tradimenti (1982)
- Per Lucia \ Altri Tempi (1983)
- Torna a Sorridere \ Diapositive (1984)
- Sulla Buona Strada \ Greta (1985)
- Voglio Sognare \ Tempi Andati (1985)
- Dio Come Vorrei \ Buone Vibrazioni (1985)
- Amore di Guerra (1988)
- Non Finisce Così \ Delicata (1989)
- Ma Quale Amore \ E’ Tempo Per Noi (1990)
- Io Ti Prego Di Ascoltare \ A Metà Del Viaggio (1991)
- In Una Notte Così \ Un’Altra Volta Te (1992)
- Storia di un’Altra Storia (1993)
- Quando Sei Sola (1994)
- Ci saranno giorni migliori (2005)

1956: Franca Raimondi + Tonina Torrielli · 
1957: Nunzio Gallo · 
1958: Domenico Modugno · 
1959: Domenico Modugno · 
1960: Renato Rascel · 
1961: Betty Curtis · 
1962: Claudio Villa · 
1963: Emilio Pericoli · 
1964: Gigliola Cinquetti · 
1965: Bobby Solo · 
1966: Domenico Modugno · 
1967: Claudio Villa · 
1968: Sergio Endrigo · 
1969: Iva Zanicchi · 
1970: Gianni Morandi · 
1971: Massimo Ranieri · 
1972: Nicola di Bari · 
1973: Massimo Ranieri · 
1974: Gigliola Cinquetti · 
1975: Wess & Dori Ghezzi · 
1976: Al Bano & Romina Power · 
1977: Mia Martini · 
1978: Ricchi e Poveri · 
1979: Matia Bazar · 
1980: Alan Sorrenti · 
1983: Riccardo Fogli · 
1984: Alice & Battiato · 
1985: Al Bano & Romina Power · 
1987: Umberto Tozzi & Raf · 
1988: Luca Barbarossa · 
1989: Anna Oxa & Fausto Leali · 
1990: Toto Cutugno · 
1991: Peppino di Capri · 
1992: Mia Martini · 
1993: Enrico Ruggeri · 
1997: Jalisse · 
2011: Raphael Gualazzi · 
2012: Nina Zilli · 
2013: Marco Mengoni · 
2014: Emma Marrone · 
2015: Il Volo · 
2016: Francesca Michielin · 
2017: Francesco Gabbani · 
2018: Ermal Meta & Fabrizio Moro · 
2019: Mahmood · 
2021: Måneskin · 
2022: Mahmood & Blanco · 
2023: Marco Mengoni · 
2024: Angelina Mango · 
2025: Lucio Corsi
- Biblioteca Nacional de España: XX929795
- Bibliothèque nationale de France: cb13938507g (data)
- Gemeinsame Normdatei: 134375033
- International Standard Name Identifier: 0000 0001 1478 625X
- Library of Congress Control Number: no98019761
- MusicBrainz: 0d2ec488-243f-4c61-8367-0d1390c0c823
- Nationale Bibliotheek van Tsjechië: xx0078869
- Nationale Bibliotheek van Israël: 987007409603005171
- Réseau des bibliothèques de Suisse occidentale: 02-A006109261
- Istituto Centrale per il Catalogo Unico: MODV250291
- Système universitaire de documentation: 250656906
- Virtual International Authority File: 100257934
- WorldCat: E39PBJbRfpryWdgrTRMTDW6Yfq